# Pleurostachys bradei
Pleurostachys bradei är en halvgräsart som beskrevs av Gross. Pleurostachys bradei ingår i släktet Pleurostachys och familjen halvgräs. Inga underarter finns listade i Catalogue of Life.